# はろー!マイベイビー
『はろー！マイベイビー』は、かわだ志乃による日本の漫画作品。『ちゃお』（小学館）にて、2018年5月号から同年7月号まで連載後、2019年3月号から2024年8月号まで連載された。2024年9月号から『はろー！マイベイビーS』のタイトルで続編が連載されている。続編ではあいが未来に帰ってから3年が経ち、高校生の小梅と真生が登場する。

## あらすじ
朝倉 小梅は一軒家に住む中学1年生だが、父親は出張で飛び回って不在、母親は物心つく前に他界でいつも独りぼっちだった。そんなとき隣の家に住む幼馴染萩野 真生が時折小梅を心配して小梅の家にご飯を食べに来る。小梅はそんな真生のことが好きなのだが、勇気が出ない。そんなとき小梅の父親からもらった出張のお土産（ガラクタ）のなかに鏡から10年後の未来が見えるおまじないの紙が入っていた。小梅は半信半疑だったもののおまじないをして鏡の前に立つと、なんと母親になった自分の姿が映っていた。その様子に驚く小梅だったが、さらに鏡から小梅の未来の娘あいちゃんが現れパニック！　こうして、あいちゃんが未来に帰れるまで、ママ役小梅、パパ役真生の疑似（将来）家族として子育てを頑張ることになるのだった。

## 登場人物
声の項はボイスコミック版の声優。
朝倉 小梅（あさくら こうめ）
声 - 木村珠莉
本作の主人公。中学1年生→高校1年生（はろー！マイベイビーＳより）。幼い時に母を亡くしている上に、父は海外で働いているため、家ではずっと一人暮らしだった。
ひょんなことから、10年後の世界からやってきた娘のあいを育てることになり、想像を超えたあいのやんちゃぶりに手を焼きながらも、父親役の真生と三人で明るくにぎやかな毎日を送っている。あいが保育園に通い始めてからは、保育園ではあいの姉という扱いになっている。
料理が得意で、お化けが苦手。幼い頃に真生からもらった手作りの髪飾りを大事に付けている。

萩野 真生（はぎの まお）
声 - 美藤大樹
小梅とは家同士の幼なじみで、同じく中学1年生→高校1年生。10年後の世界では小梅の夫になっている。手先が器用。
小梅に協力して、娘のあいを育てることになり、基本的には失敗続きの小梅をうまくフォローしているが、一方では彼自身の失敗も少なくない。
親の転勤で一度は隣町に引っ越したが、小梅とあいが心配で、親には理屈をつけて小梅の家に住んでいる。続編では両親の転勤が終わったことで元の隣の家に住んでいたが、あいとだいのタイムリープでまた小梅の゙家に暮らすこととなった。
一見するとしっかり者で落ち着いているが、実は小梅以上に親バカで、何の臆面もなくあいを世界一可愛いと断言し、あいの事になると半ば理性を失って大騒ぎする場合もある。

萩野 あい（はぎの あい）
声 - 久保田梨沙
ある日突然、10年後の世界からやってきた小梅と真生の娘。０歳半（短期連載版）→１歳（長期連載版）→?歳（はろーマイベイビーＳ）。小梅と同じ手作りの髪飾りを付けているが、この髪飾りは未来の小梅があいに与えた物であり、あいが間違いなく小梅の娘である証拠となっている。
短期連載版では赤ちゃんだが人並み外れて好奇心が旺盛な性格で、少しでも目を離すと何を始めるか分からず、小梅と真生を毎日てんてこまいにさせている。長期連載版では１歳となり急速に成長して二足歩行を始め、稚拙ながら言葉も話し始めている。いつも涎を垂らしているためスタイをつけている。以降は本来の時空の゙身体面の゙成長が固定または緩やかになっていたが、タイムリープによる過去の滞在が年単位になっているが、未来では数分間の゙出来事であり゙タイムリープの゙矛盾を防ぐためあいが身体面で大幅に成長することがない可能性が示唆されたこと。
短期連載版にて一旦は未来に帰ったが、小梅の誕生日に未来の小梅によって再び現在に送られ、未来への戻り方は分かった今も居付いており、保育園にも通っている。長期連載版最終回で元の時代に帰ったが、続編ではハキハキと喋るようになり弟が生まれお姉さんとなっている。だいの言葉を理解することができる。パラレルストーリーでは、小梅と真生のママ役で中学生姿になったが、おっとりとした性格で世話好きな一面が発覚した。
萩野 だい（はぎの だい）
十数年後の未来で生まれたあいの弟で、同じく小梅と真生の子供。続編から登場したキャラで、初登場時は０歳。あいと比べて気が弱く泣き虫だが肝が据わっているところもある。
小梅の父
幼いころに母親を亡くし、自身も出張で忙しくいつも家にいないことで小梅にいつも苦労をかけていることを気にしているが、空回りしているのんきな小梅の父親。いつも一人の小梅を心配して生活費のお金とよくわからないお土産をよく送る。出張の頻度は高くもちょくちょく家に戻っていたが、あいが現れて真生と同居するようになって以降、長期出張で家を空けるようになり出番が少なくなっている。小梅にフリフリの服を着させたいと思っている。あいが小梅と真生の未来の娘であることは驚きつつも受け入れている。
小梅の゙母
小梅が物心付く前に亡くなった。そのため小梅は母親のことをほとんど覚えていない。とても几帳面に赤ちゃんだった小梅の゙育児日記を付けていて優しく母性溢れていているが、いざという時はどっしりとした性格。あいの゙計らいで過去に飛び、幼い頃の小梅（以下ちび小梅）と公園で遊ぶ母親に再会した。最初は自分の子どもと同じ名前の゙少女がいるんだと感心していたが、真生があいとちび小梅の゙遊び相手となり手が空くことにな゙ってしまった。遊ぶ様子を眺めてつかの間の会話で浮かない顔の小梅が「小梅ちゃん（ちび小梅）のことが好きですか?」と問われ、答えた。その答えに泣きじゃくる小梅に既に出会ったときに名前を聞いてしまった時から既に察していたようで、泣きたいときに泣いていい、そして自分をママだと思って何でも聞こうとした。小梅が気持ちをぶつけだしたことで「同じ名前の少女が十数年後の゙未来からきた小梅」であること、その未来に自分はもういないことを察した。そして事実を受け入れ小梅に「世界で一番大好きよ」と伝えた。
萩野夫妻　（はぎのふさい）
10年後（続編では十数年後）の゙未来の゙小梅と真生。最初のタイムリープ以降、彼らたちの人生の゙分岐点にあいを未来に送っている。切迫した状況というよりもあいが最初のタイムリープ以降過去をお出かけのように楽しんでいるし、過去の自分たちなら大丈夫だと安心して見送っている。なお長期連載版最終回にてあいのタイムリープは年単位になりつつあるが、未来では数分間の゙出来事であること、タイムリープを短期間、同一時空に出入りできず、期限もあり必ず元の時代に帰らないといけないことが判明した。数年後、生まれた弟を動向してあいを自分たちの゙高校生時代の゙過去に送った。
ボス(久保すぐる)、メイ、ショウ
あいの保育園友達。3人ともあいより歳上。ボスは同年代より体格が大きく俺様気質だが、怖がりで優しい一面を持つ男児。中学生で調理部にいる兄がいる。さらに続編では小学生となり、妹が生まれてお兄さんになった。本名は2023年1月号の読者ページにて判明した。メイは黒髪ボブで自分のことかわいいと思っているツンデレ小悪魔女児でショウが好きなおしゃまな一面を持つ。ショウはのんびりしていて優しい男児。
東堂　廉　（とうどう　れん）、佐々木　仁　（ささき　じん）
55話にて登場。真生の゙共通の友人で、仁は小学校から、廉は中学で仁を通じて仲良くなった。名前は読者コーナーで発表された。オカルト大好きで無邪気に怪談話を楽しみ゙、怖がる小梅をからかうも、下校中に小梅とあいのトラブルに巻き込まれ本物の怪事に遭ったと勘違いし、しばらく小梅を怖がっていた。59話のクリスマスパーティーにて小梅の友人えむとなっちゃんと仲良い雰囲気になっていた。その後廉はえむと仲良くなり、付き合うこととなった。
えむとなっちゃん
小梅の友人。えむはタレ目でほんわかした雰囲気の少女、なっちゃんはえむと正反対で小梅のツッコミ役。小梅がうっかりして真生が他の女子に取られることを危惧しており、小梅と真生の恋を応援している。
もえ
59話に登場。真生のことを狙っている小梅と真生と同じ学校に通っている女子生徒。クリスマスパーティーに参加し、本性は性悪肉食系女子なのにあざとさぶりっ子系愛され女子の振りをして真生に近づくも、結果論真生と小梅が益々仲良くなり、かませ犬状態になっているが、本人は諦めていない模様。

クマ吉（くまきち）
クマの姿をしている人気アニメのキャラクター。あいはこのクマ吉の大ファンだが、まだ正しい呼び方ができず、彼のことは「くまちき」と呼んでいる。
ひろき
小梅の親戚の少年。生意気真っ盛りの小学校3年生。母が入院して父が忙しいため、一時的に小梅の家に預かりでやってきた。最初は小梅のことをおばさん呼ばわりしていたが、実は母がいない寂しさを抱えつつ、悟られないようにしていた。後に小梅が好きになり、年の差は当たり前だと真生に宣戦布告している。

## ボイスコミック
ちゃおチャンネルにて、2019年1月25日より第1話のボイスコミックが配信されている。

## 書誌情報

### 漫画
- かわだ志乃 『はろー！マイベイビー』 小学館〈ちゃおコミックス〉、全15巻
  1. 2018年10月1日発売[12][13]、ISBN 978-4-09-870302-9
  2. 2019年4月1日発売[14]、ISBN 978-4-09-870494-1
  3. 2019年8月1日発売[15]、ISBN 978-4-09-870588-7
  4. 2019年12月26日発売[16]、ISBN 978-4-09-870648-8
  5. 2020年7月31日発売[17]、ISBN 978-4-09-871091-1
  6. 2021年3月1日発売[18]、ISBN 978-4-09-871289-2
  7. 2021年6月1日発売[19]、ISBN 978-4-09-871418-6
  8. 2022年1月26日発売[20]、ISBN 978-4-09-871580-0
  9. 2022年5月26日発売[21]、ISBN 978-4-09-871621-0
  10. 2022年12月26日発売[22]、ISBN 978-4-09-871880-1
  11. 2023年5月25日発売[23]、ISBN 978-4-09-872125-2
  12. 2023年11月24日発売[24]、ISBN 978-4-09-872430-7
  13. 2024年3月26日発売[25]、ISBN 978-4-09-872531-1
  14. 2024年7月25日発売[26]、ISBN 978-4-09-872740-7
  15. 2024年12月25日発売[27]、ISBN 978-4-09-872825-1
- かわだ志乃 『はろー！マイベイビーS』 小学館〈ちゃおコミックス〉、既刊1巻（2025年4月25日現在）
  1. 2025年4月25日発売[28]、ISBN 978-4-09-873040-7

### ノベライズ
- 綱島深雪『はろー！マイベイビー』 小学館〈小学館ジュニア文庫〉、既刊4巻（2023年1月27日現在）
  1. 2021年8月27日発売[29]、ISBN 978-4-09-231383-5
  2. 2022年3月25日発売[30]、ISBN 978-4-09-231409-2
  3. 2022年8月26日発売[31]、ISBN 978-4-09-231430-6
  4. あいのちっちゃな大冒険! 2023年1月27日発売[32]、ISBN 978-4-09-231444-3